# Pukapuka (Cookeilanden)
Pukapuka is een atol dat onderdeel uitmaakt van de archipel van de Cookeilanden in de Grote Oceaan. Het is een van de meest afgelegen eilanden binnen de Cookeilanden en ligt ongeveer 1140 kilometer ten noordwesten van Rarotonga. Het is een laag koraalatol, driehoekig van vorm en bestaande uit drie eilanden waarvan de oppervlakte slechts 3 km² beslaat.
Dit eiland moet niet verward worden met Puka Puka, ook een klein, bewoond atol dat noordoostelijk ligt in de Tuamotueilanden van Frans-Polynesië.

## Geschiedenis
Pukapuka staat bekend als het eerste eiland van de Cookeilanden dat door Europeanen werd waargenomen. Het werd ontdekt door de Spaanse ontdekkingsreiziger Álvaro de Mendaña de Neira op 20 augustus 1595 die het naar de heilige van die dag, San Bernardo, noemde.
Daarna werd het tot 1857 zelden door schepen bezocht. In 1857 zette de London Missionary Society onderwijzers van Rarotonga en Aitutaki op het eiland. In 1862 was de bevolking bekeerd tot het christendom. In 1863 overvielen Peruaanse slavenhandelaren het eiland en namen 145 mannen en vrouwen gevangen, waarvan er maar twee ooit op het eiland terugkeerden.
In 1924 vestigde de Amerikaanse schrijver Robert Dean Frisbie zich op Pukapuka en schreef diverse boeken over de Zuidzee-eilanden en Pukapuka in het bijzonder.
In 2005 werd het eiland geraakt door de tropische cycloon Percy, een tropische storm van de vierde categorie, die duizenden bomen velde en driekwart van het aantal huizen beschadigde.